# Nguyễn Phúc Bửu Tủng
Nguyễn Phúc Bửu Tủng (còn đọc là Tung) (chữ Hán: 阮福寶𡾼; ? – 1900), tước phong An Hóa Quận vương (安化郡王), là một hoàng tử con vua Đồng Khánh nhà Nguyễn trong lịch sử Việt Nam.

## Tiểu sử
Hoàng tử Bửu Tủng là con trai thứ hai của vua Đồng Khánh, mẹ là Nhị giai Quan phi Trần Đăng Thị Đồng. Bửu Tủng là anh cùng mẹ với hoàng tử Bửu Quyền (mất sớm). Không rõ năm sinh của hoàng tử Bửu Tủng, ước chừng là khoảng năm 1885 - 1886.
Năm Thành Thái thứ 9 (1897), vua cho hai hoàng tử tiên triều là Bửu Đảo (vua Khải Định sau này) và Bửu Tủng ra mở phủ ở ngoài điện Ngưng Hy (nơi thờ Đồng Khánh) để học tập. Phủ An Hóa công, tức phủ đệ của hoàng tử Bửu Tủng hiện nay tọa lạc trên đường Phan Đình Phùng, thành phố Huế, cạnh cung An Định (vốn là phủ đệ của vua Khải Định khi còn là hoàng tử).
Năm Thành Thái thứ 12 (1900), hoàng tử Bửu Tủng mất khi mới chừng 14 - 15 tuổi, không con cái. Vua sai chọn đất tốt ở hành cung Vạn Tuế trong cấm thành làm nơi đặt phần mộ cho hoàng tử. Tẩm mộ của ông nằm ở phía đông nam của lăng Đồng Khánh (nay thuộc phường Thủy Xuân, Huế).
Tháng 12 (âm lịch), năm Khải Định thứ 2 (1917), vua truy tặng cho người em Bửu Tủng làm An Hóa công (安化公), thụy là Đôn Chính (敦正). Vua xuống dụ, có lời rằng: "Cố đệ Bửu Tung, thuở nhỏ thông minh, đến tuổi thiếu niên mất sớm, như đóa hoa tràm vừa trổ, hương ngát đã tan bay".
Năm sau (1918), tháng 6 (âm lịch), vua Khải Định cho Công tôn Bửu Diễm, con của công tử Ưng Quyền (Quyền là con của Kiên Thái vương Hồng Cai), tập phong làm Huyện hầu, sang quá kế ở phòng An Hóa công. Do Bửu Diễm về vai vế là em họ của vua Khải Định và An Hóa công Bửu Tủng nên phải đổi tên thành Vĩnh Thùy cho phù hợp với bài Đế hệ thi. Vĩnh Thùy giữ chức Tả tôn khanh phủ Tôn Nhân, con trai ông (không rõ tên) tập tước Hương công.
Dưới thời vua Bảo Đại, Bửu Tủng được truy tặng làm An Hóa Quận vương (安化郡王), nhưng không rõ là vào năm nào.